# Hrabstwo Buffalo (Dakota Południowa)
Hrabstwo Buffalo (ang. Buffalo County) – hrabstwo w stanie Dakota Południowa w Stanach Zjednoczonych. Obszar całkowity hrabstwa obejmuje powierzchnię 487,43 mil² (1262,44 km²). Według szacunków United States Census Bureau w roku 2009 miało 2067 mieszkańców.
Hrabstwo powstało w 1873 roku. Na jego terenie znajdują się następujące gminy (townships): Bailey, Elvira.

## CDP
- Fort Thompson[3]